# Oksana Płotnikowa
Oksana Mykołajiwna Płotnikowa (ukr. Оксана Миколаївна Плотнікова; ur. 13 sierpnia 1971 w Putywlu) – ukraińska ekonomistka. W latach 2010–2011 obejmowała stanowisko wiceministra infrastruktury, a od marca 2012 do czerwca 2013 roku była dyrektorem generalnym ukraińskiej instytucji państwowej Ukrposzta. 3 lipca 2013 roku na podstawie nakazu Gabinetu Ministrów Ukrainy mianowano ją zastępcą prezesa zarządu organizacji Ukrzaliznycia. W 2010 roku zajęła 55. miejsce w rankingu magazynu Fokus (ros. Фокус) na sto najbardziej wpływowych kobiet Ukrainy.